# Stockholms försvarsanläggningar

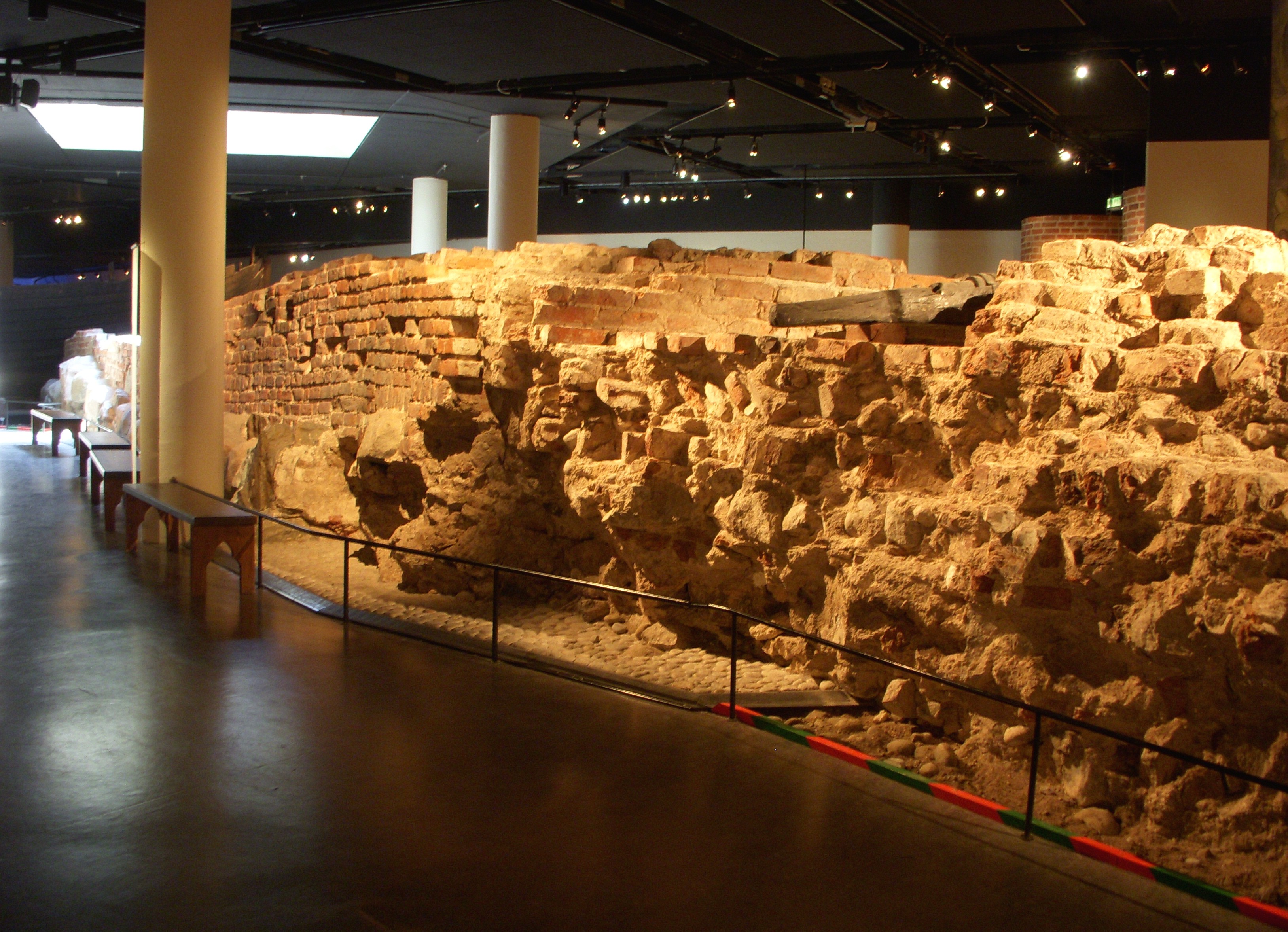
En rest av Stockholms norra stadsmur finns i Medeltidsmuseet.

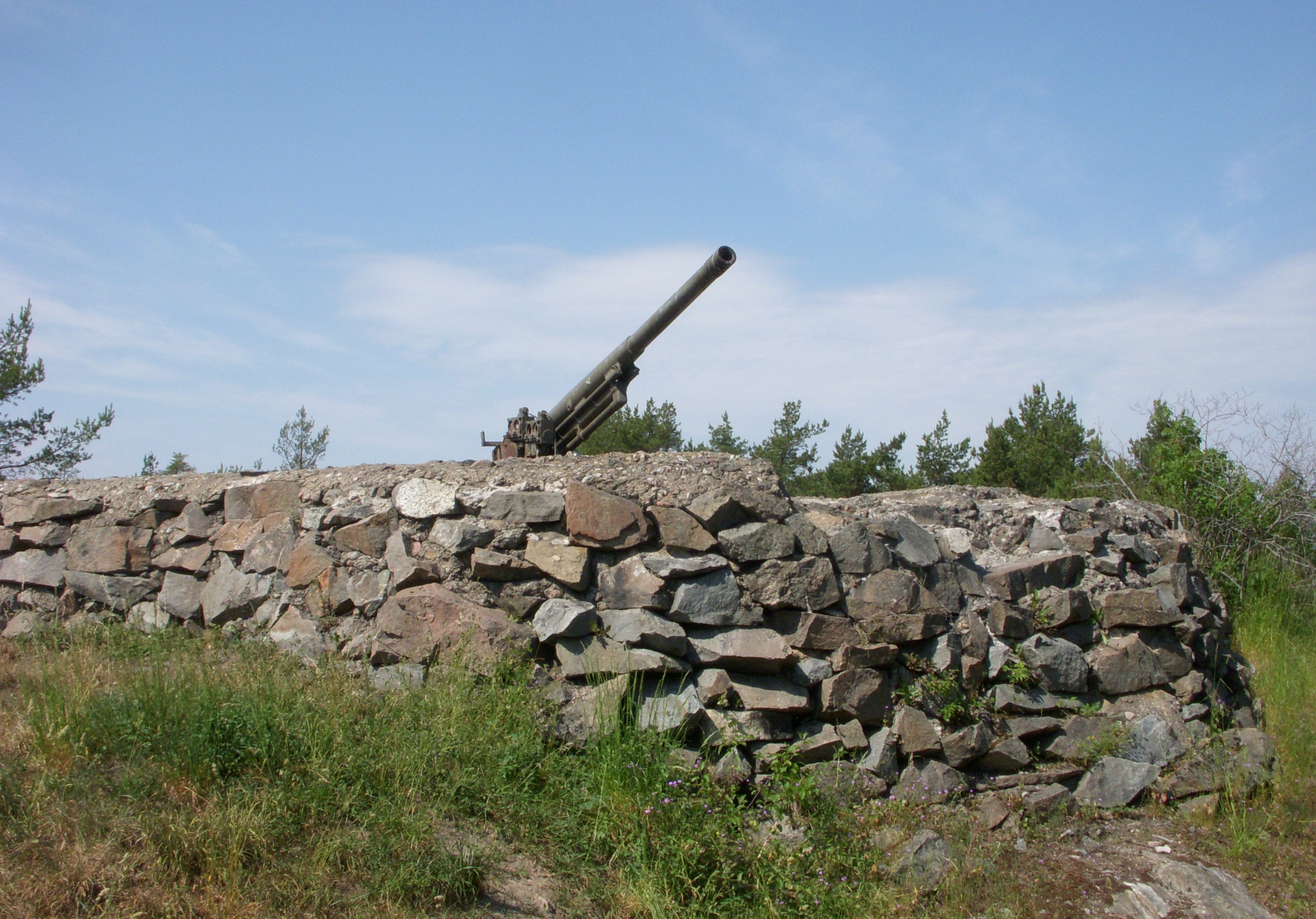
Käppalaställningen började byggas 1939.

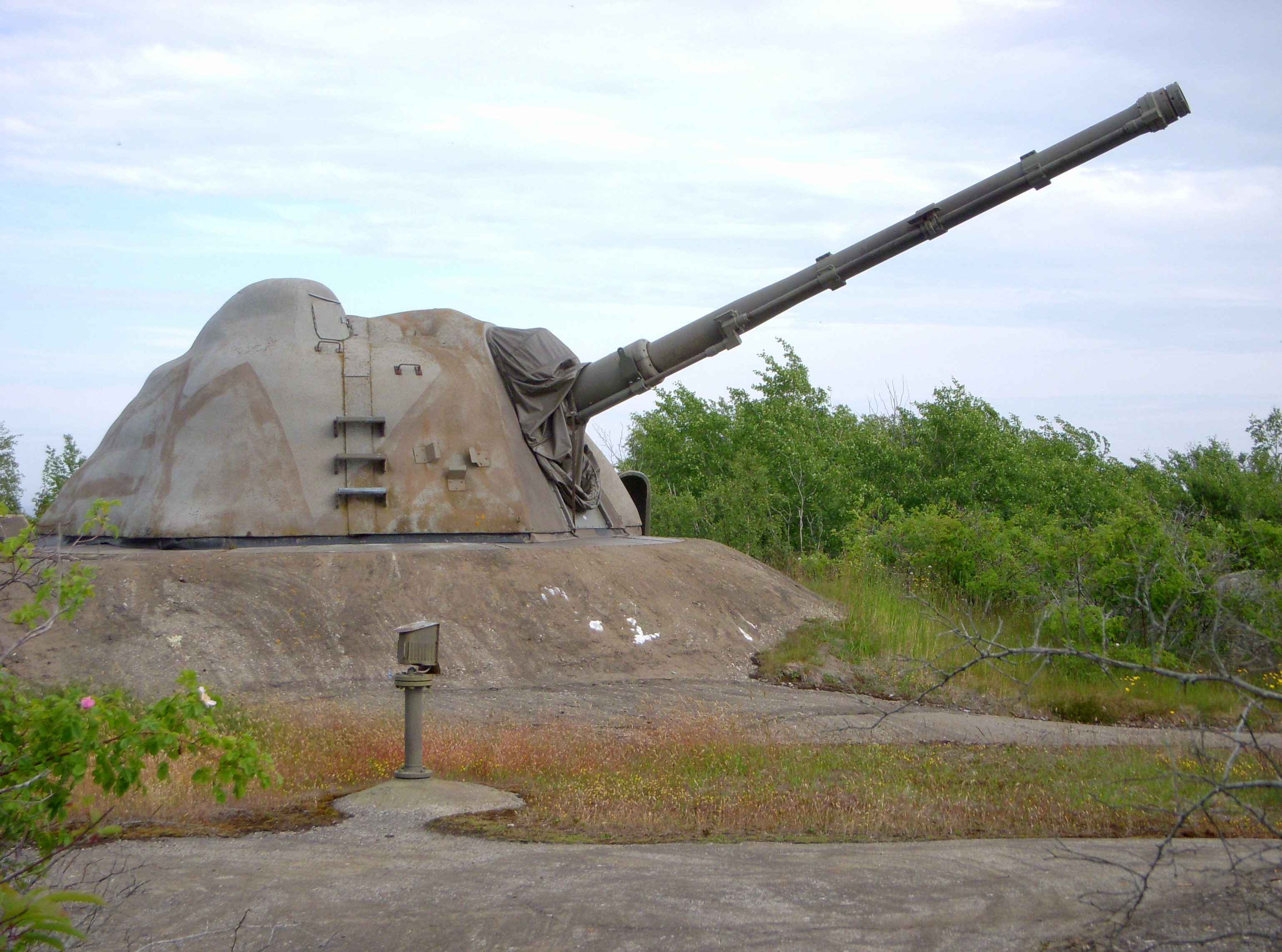
ERSTA-batteriet, Landsort var i bruk från 1977 till 2000.

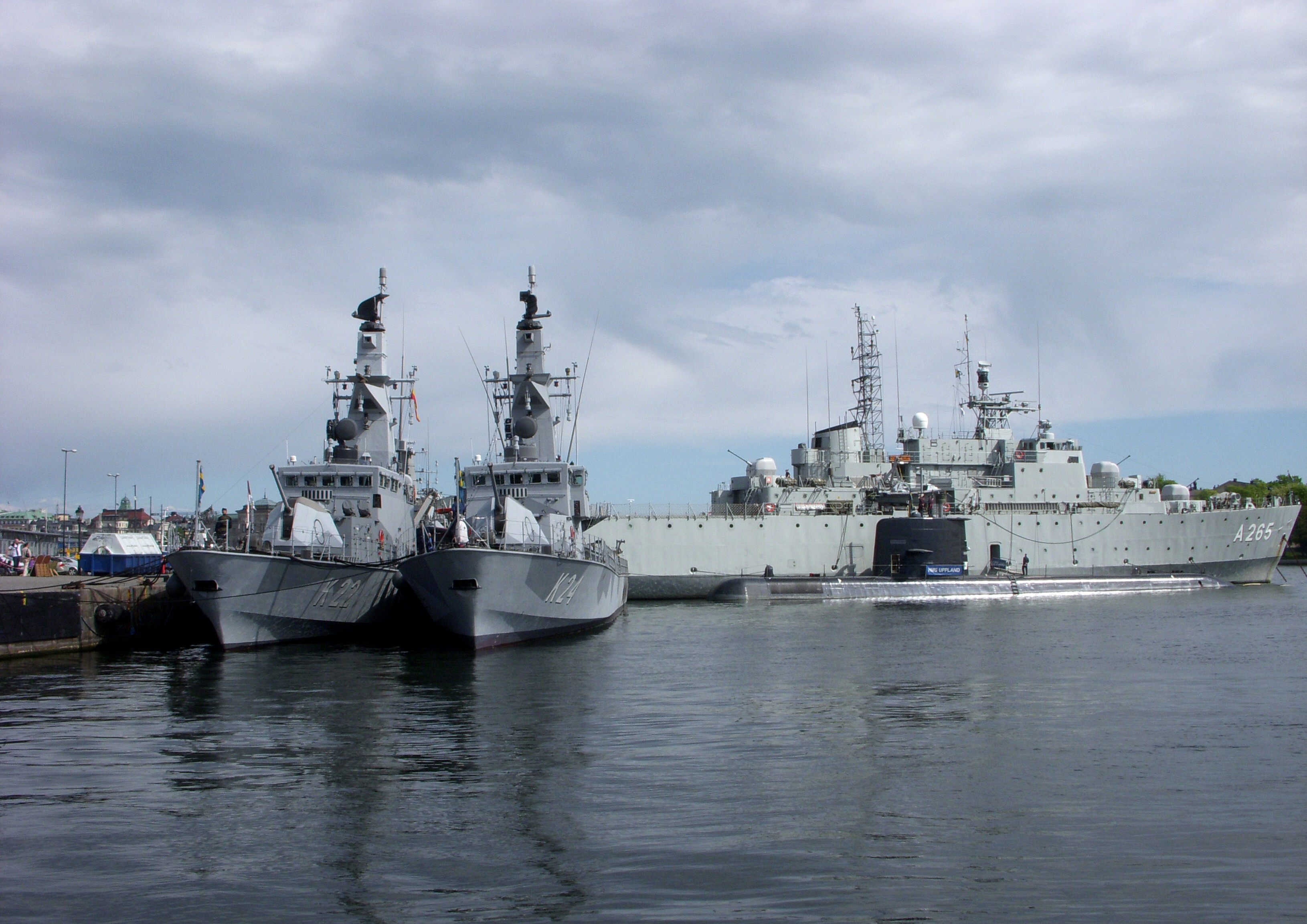
Svenska marinen vid Skeppsbrokajen, 2009.

Stockholms försvarsanläggningar har bestått av både fasta försvarsanläggningar som Stockholms stadsmurar och anläggningar för stadens militära försvarare och deras utrusning, inklusive övningsfält, som Slottet Tre kronor, Skeppsholmen, Ladugårdsgärde samt kaserner och andra byggnader för Stockholms garnison.

## Medeltiden
Stockholms stadsmurar var under medeltiden både skydds- och försvarsverk. Det fanns en äldre inre och en nyare yttre stadsmur på Stadsholmen. De fyllde sin uppgift under många sekler. Ingen främmande eller inhemsk makt lyckades forcera Stockholms försvarsmurar. Att danskarna under Kristian II kunde inta Stockholm den 7 september 1520 (kapitulationen undertecknades den 5 september) berodde på att staden kapitulerade efter blockad och påtryckningar.
Stadens skyddade läge på en ö gjorde att den var svår att inta. Fientliga anfall mot Norreport eller Söderport misslyckades alltid. Olaus Magnus skrev: "Stockholms stadsportar åsamkade Danmarks konungar större omkostnader nedlagda på misslyckade stormningsförsök än de tio största städerna i deras eget rike."

## Från Gustav Vasas tid till 1900-talet
Under Gustav Vasa organiserades ett riksförsvar och fienden skulle mötas långt utanför huvudstaden. Han lät på 1540-talet anlägga Vaxholm som en spärr mot fientliga flottor, samtidigt upprustades Gripsholms slott och Uppsala slott till fästningar.
På 1630-talet revs muren mot Mälaren. Saltsjömuren försvann efter 1640-talet. Materialet användes både som byggmaterial för nya hus och för nya utfyllnader, särskilt längs östsidan, där på nyvunnen mark Stockholms "skyltfönster" mot öst anlades: Skeppsbron. Rivningen av Stockholms yngre stadsmur utfördes så grundligt att den i dag inte syns någonstans ovan jord i Gamla stan.
Stockholms fasta försvar var Stockholmsregionens fortifikationsbyggnader uppförda till stadens försvar mot fientliga angrepp från sjö, land och luft. De äldsta anläggningarna går tillbaka till 1200-talet och de sista kom till under andra världskriget. På 1500-talet började Vaxholms fästning byggas. Under 1600-talets andra hälft var krigsrådet Erik Dahlbergh den store fortifikationarkitekten. I samband med rysshärjningarna längs svenska Östersjökusten moderniserades respektive nybyggdes många skansar. Under hela 1800-talet diskuterades frågan om Stockholms skydd mot angrepp, huvudsakligen från öst. 1808 års befästningsförslag ledde lika litet som 1826 års försvarskommittés förslag till något konkret resultat.
Mot slutet av 1800-talet infann sig även ett nytt försvarspolitiskt tänkande, när centralförsvaret avlöstes av ett gräns- och kustförsvar. Kring sekelskiftet 1900 började privatpersoner organisera sig i Palmqvistska fonden till Stockholms befästande och Föreningen för Stockholms fasta försvar och donerade pengar för att låta uppföra befästningsverk kring Stockholm, den så kallade Korvlinjen.
Redan innan krigsutbrottet av andra världskriget uppmärksammades luftvärnets viktiga roll och man förstärkte även försvaret i skärgården. Men bortsett från detta gjordes inledningsvis inte särskilt mycket till huvudstadens försvar. Först 1943 började man oroa sig på allvar och 1944 fanns ett femtiotal luftvärnsställningar runtom och i Stockholm.
Stockholms fasta försvar är även historien om 700 år av krig eller hot om krig och hur man försökte skydda Sveriges huvudstad med ofta mycket begränsade finansiella resurser. Många projekt stannade på pappret eller avbröts i förtid på grund av "saknade medel". I fredstider förföll försvarsverken och i oros- eller krigstider skulle de rustas upp "i all hast".
Många av Stockholms fasta försvarsanläggningar har rivits för ett ge plats åt ny bebyggelse men en hel del fästningar, skansar, värn, stridsvagnshinder och pjäsplatser är fortfarande kvar. De finns längs Östersjökusten i Stockholms skärgård, i Stockholms läns kommuner och inte minst inne i Stockholms stad. Några av de stora fästningar i Stockholms skärgård är bevarade och har blivit museum, som Vaxholms fästning och Siaröfortet.
Den Kungliga flottan har varit närvarande i Stockholm under flera hundra år. En örlogsstation flyttades på 1550-talet från slottet Tre Kronor till Blasieholmen och här byggdes även regalskeppet Vasa som sjösattes den 10 augusti 1628.
På 1640-talet började ett nytt varv att anläggas på Skeppsholmen. Stockholms örlogsvarv var flottans skeppsvarv i Stockholm ingående i Stockholms örlogsbas. Varvet hade verksamhet på Galärvarvsområdet på Djurgården, Skeppsholmens östra sida och på Beckholmen. Stockholms örlogsbas och varv flyttade under 1960-talet till den nya Musköbasen. Verksamheten i Stockholm lades slutligen ned 1969. Flottans gamla byggnader nyttjas numera civilt för bland annat utbildning och som museum. I Skeppsholmens bergrum, som anlades i början på 1940-talet för att ge plats åt marinchefen och hans stab i händelse av krig har sedan hösten 2010 Östasiatiska museet utställningslokaler.

## Stockholms garnison
Stockholms garnison är ett samlingsnamn för de militära förbanden inom Stockholmsområdet. Den 20 oktober 1790 inrättade Gustav III:s regering en befälhavare över Stockholms garnison; "Kungl Maj:ts tjänstgörande Generaladjutant". Från 1818 benämndes befälhavaren Överkommendant och befälhavande överadjutanten för kommendant för Stockholms garnison. Idag innehas rollen som Överkommendant av Försvarsmaktens insatsledare och rollen som kommendant av chefen för Livgardet
Bland de militära organisationerna i Stockholm återfinns idag förbandet Livgardet med Försvarets internationella centrum och Försvarsmusikcentrum i Kungsängen, och därutöver Militärhögskolan Karlberg och på Östermalm Högkvarteret vid Lidingövägen Försvarshögskolan på Drottning Kristinas väg samt Försvarets materielverk och Krigsarkivet på Banérgatan.